# Grimmen
Grimmen város Németországban, Mecklenburg-Elő-Pomerániában. Lakosainak száma 9649 fő (2023. december 31.).

## Földrajza
Stralsundtól 30 kilométerre délre és Greifswaldtól 30 kilométerre nyugatra található.

### Közigazgatás
A városnak a következő része vannak:
| - Appelshof - Gerlachsruh - Grellenberg | - Grimmen - Groß Lehmhagen - Heidebrink | - Hohenwarth - Hohenwieden - Jessin | - Klein Lehmhagen - Stoltenhagen - Vietlipp |

## Történelem
1648-ban a vesztfáliai béke eredményeképpen Grimmen Svédországhoz került és Svéd-Pomeránia része volt. Az 1815-ös bécsi kongresszus egyezménye alapján Grimmen az egész Pomerániával együtt Poroszországhoz csatolták.
1818-tól 2011-ig járási székhely volt.

## Nevezetességei
- St. Marien templom
- A tanacsház
- A városi kapuk

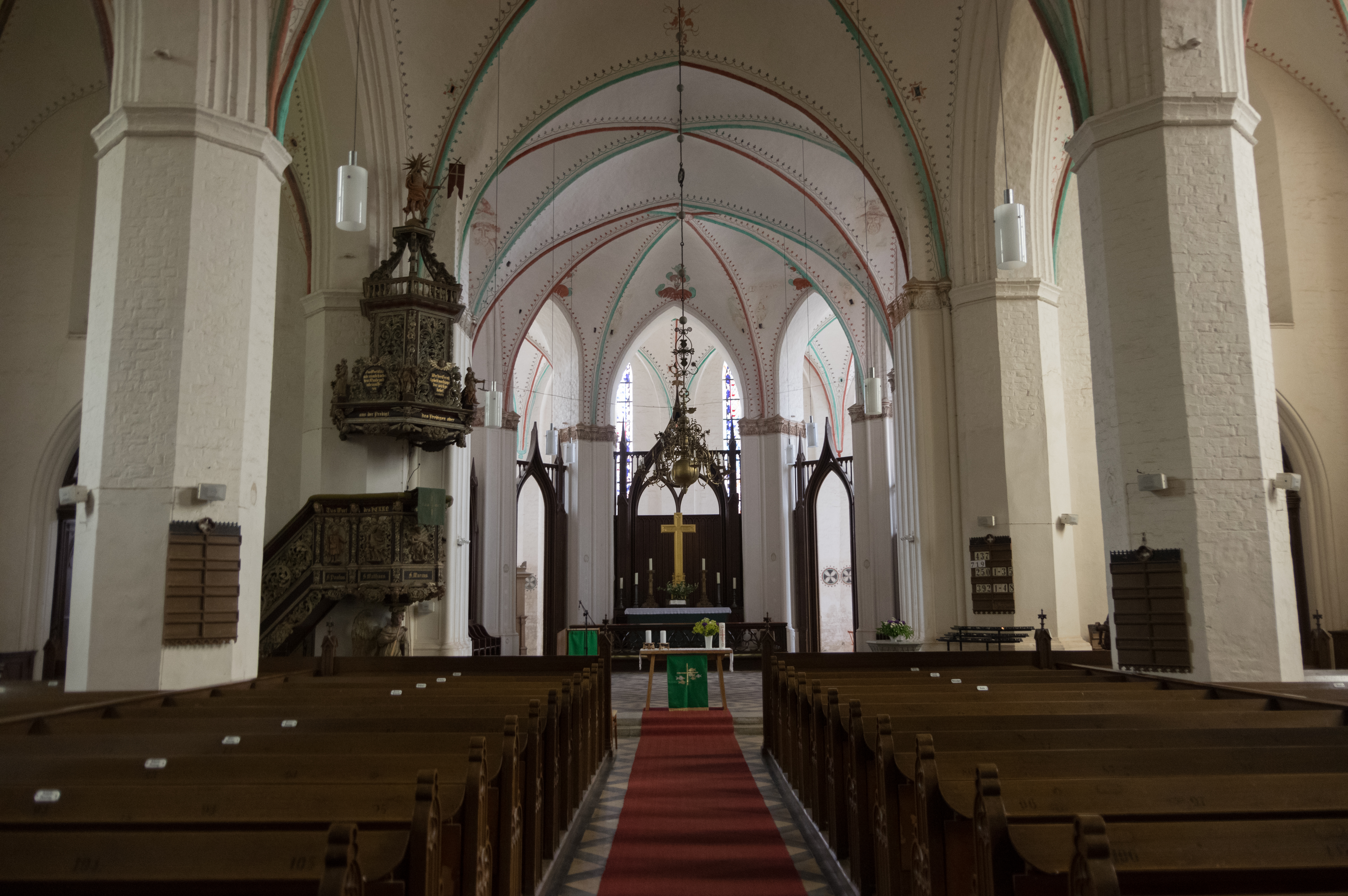
St Marien templom
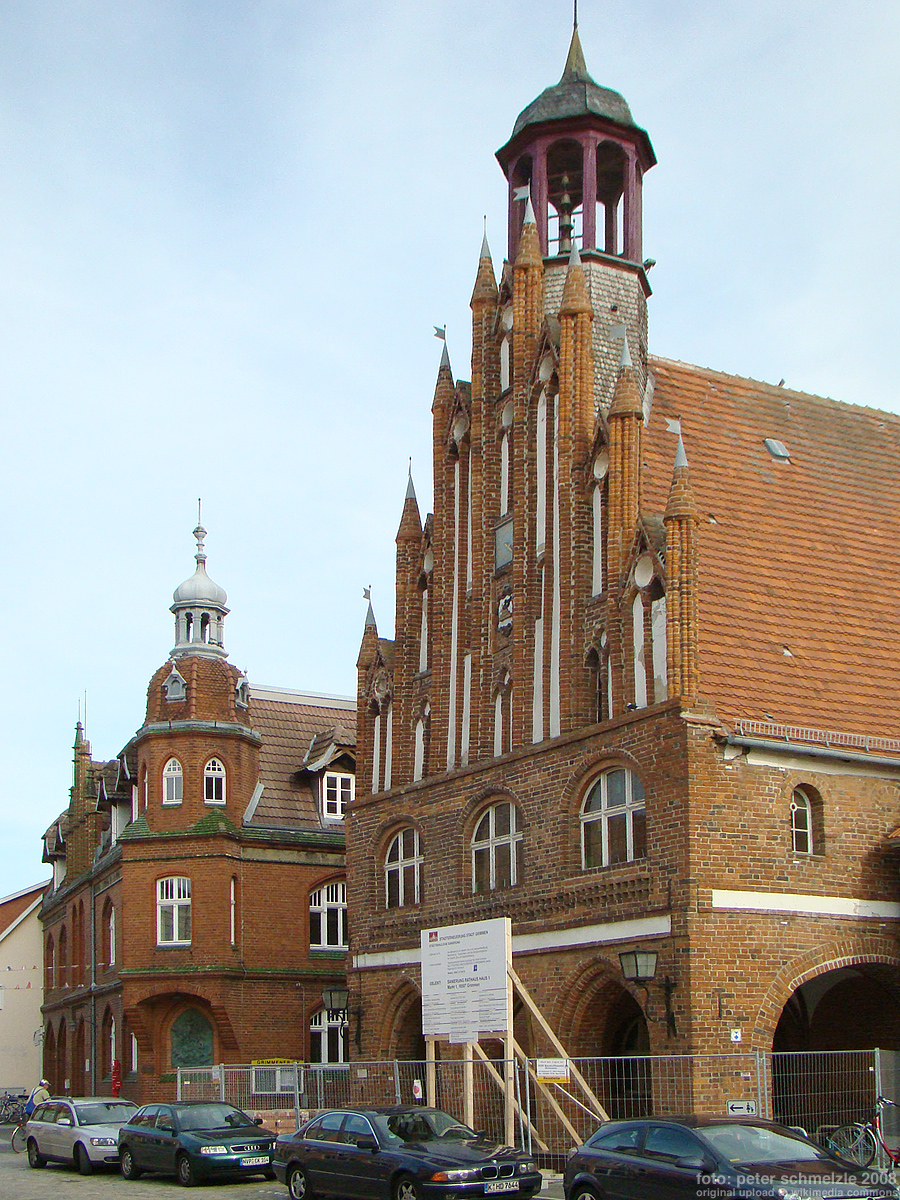
A tanácsház
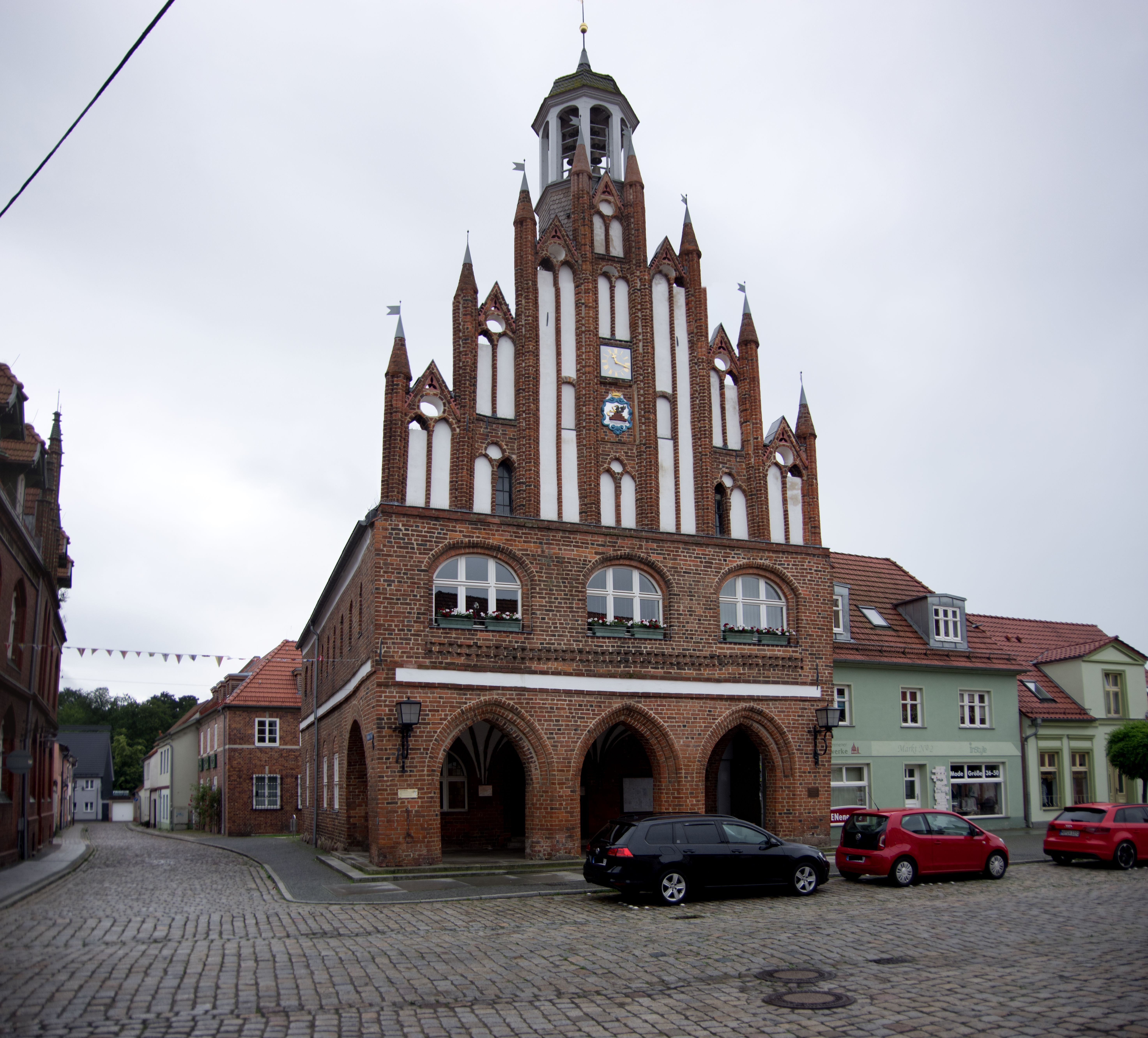
A tanácsház
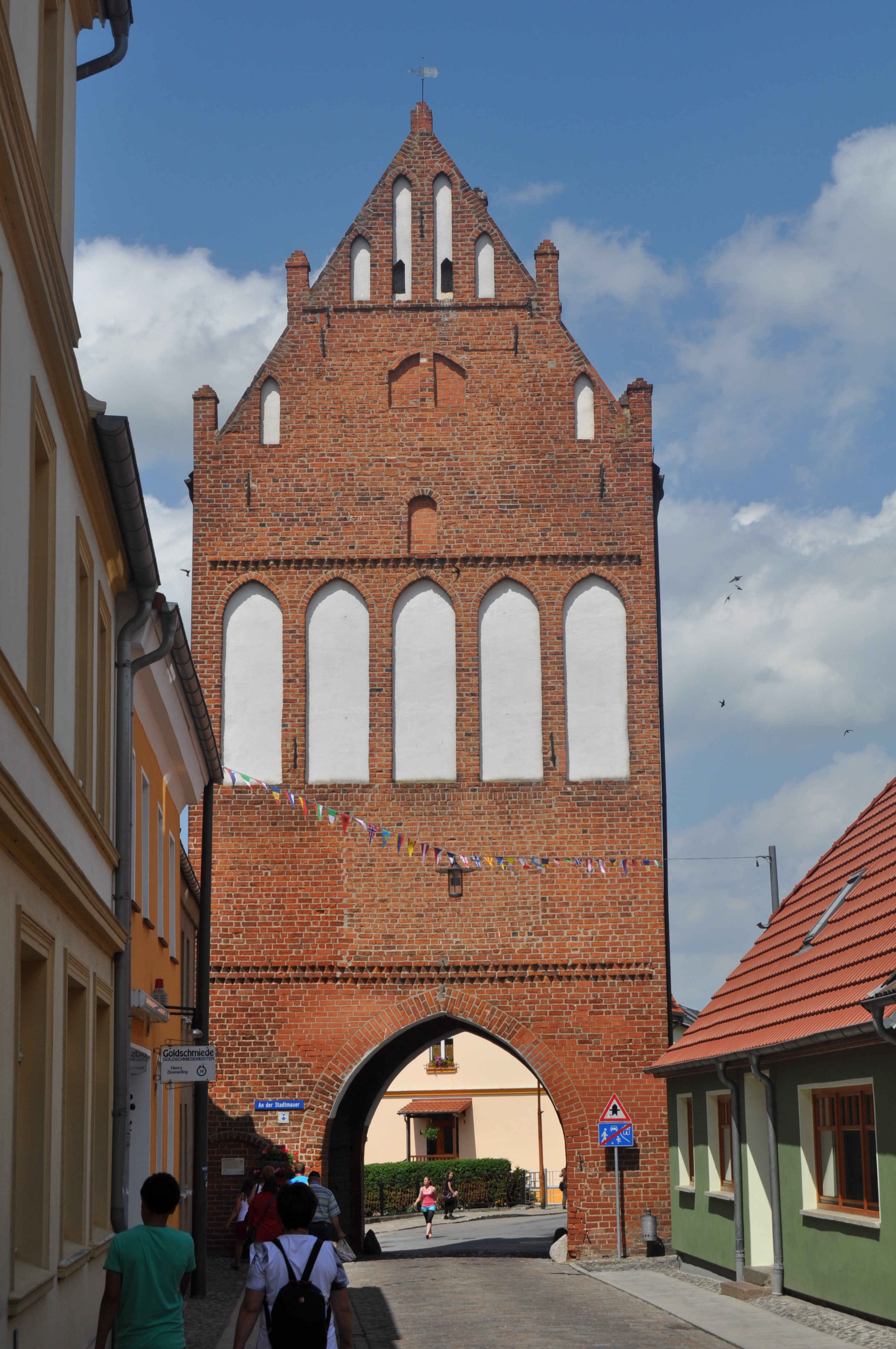
Stralsunder Tor
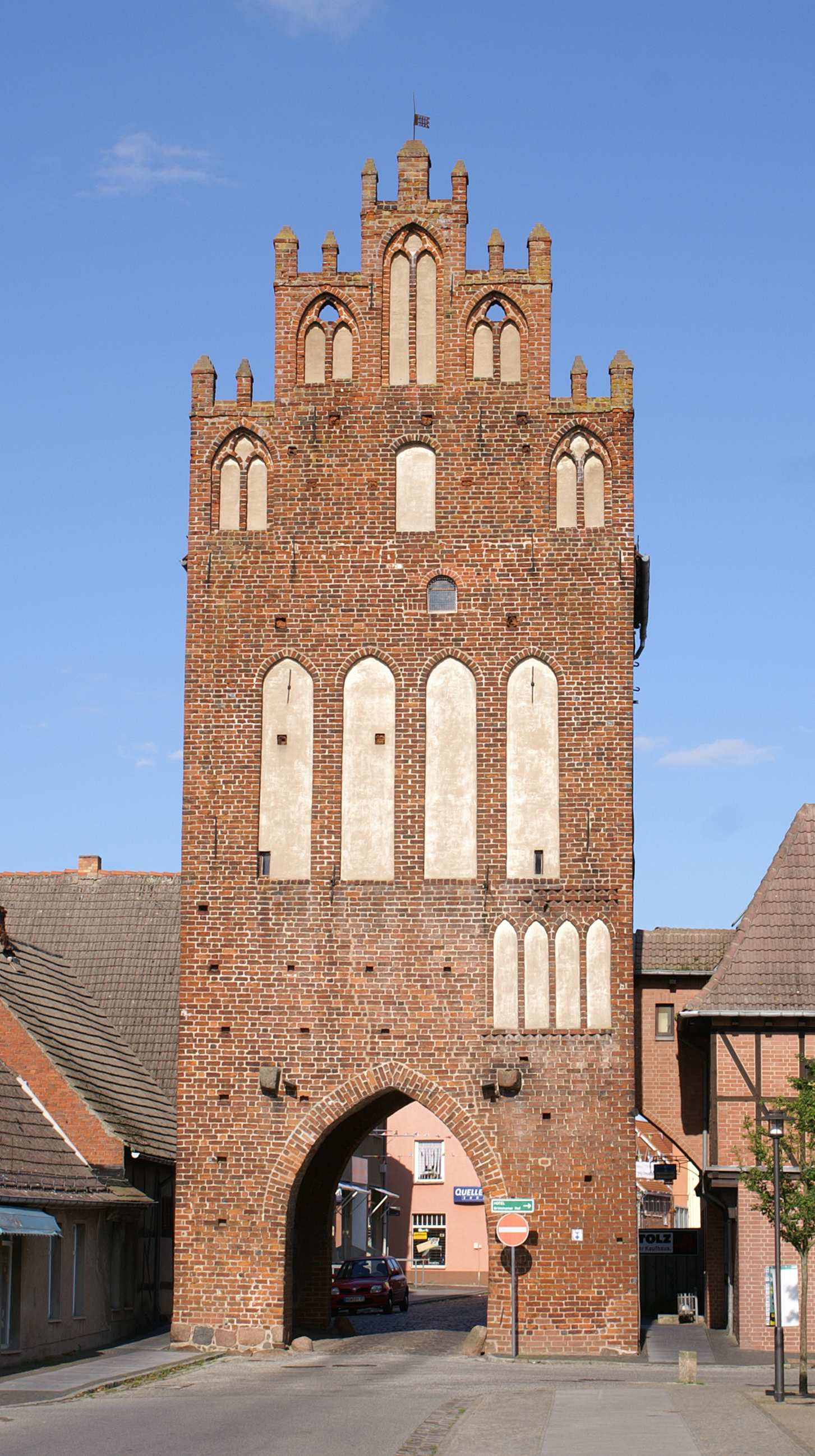
Mühlentor
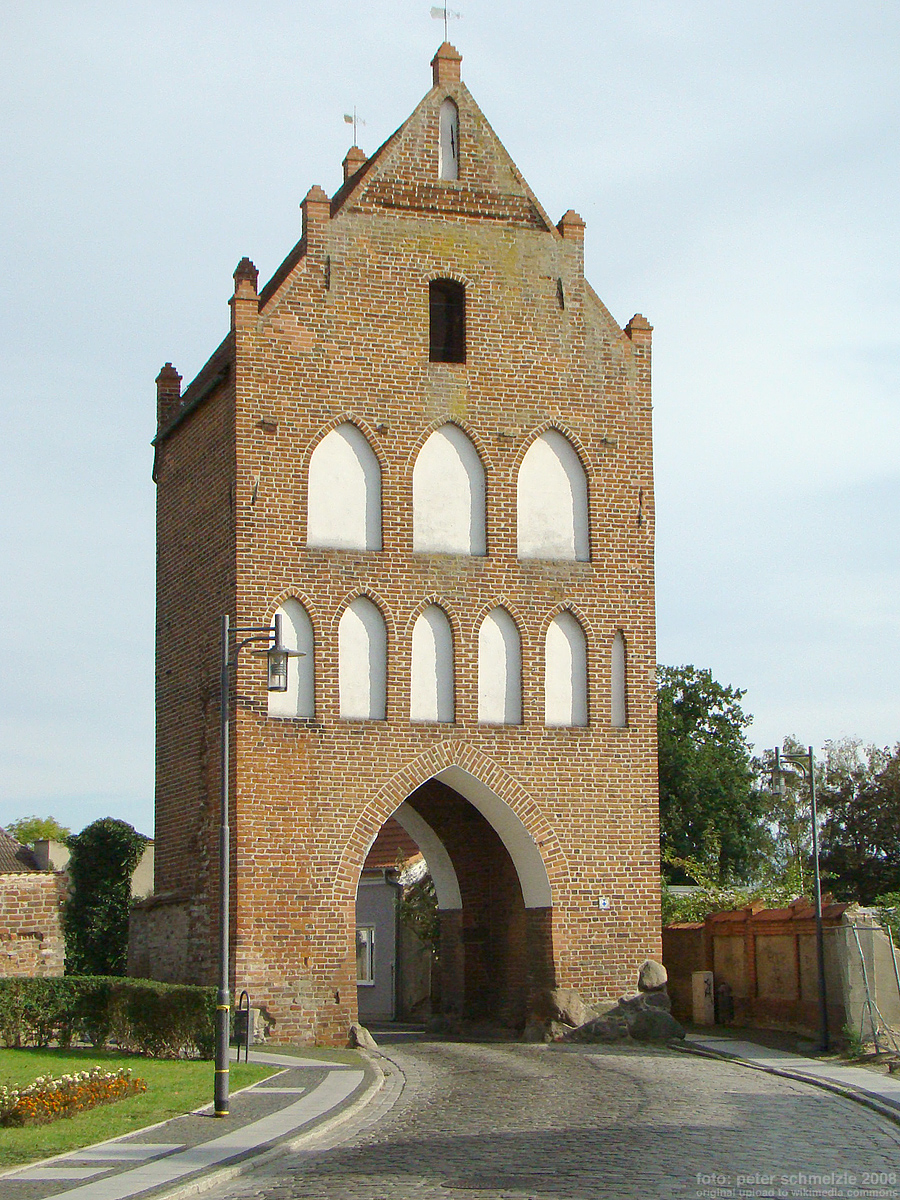
Greifswalder Tor
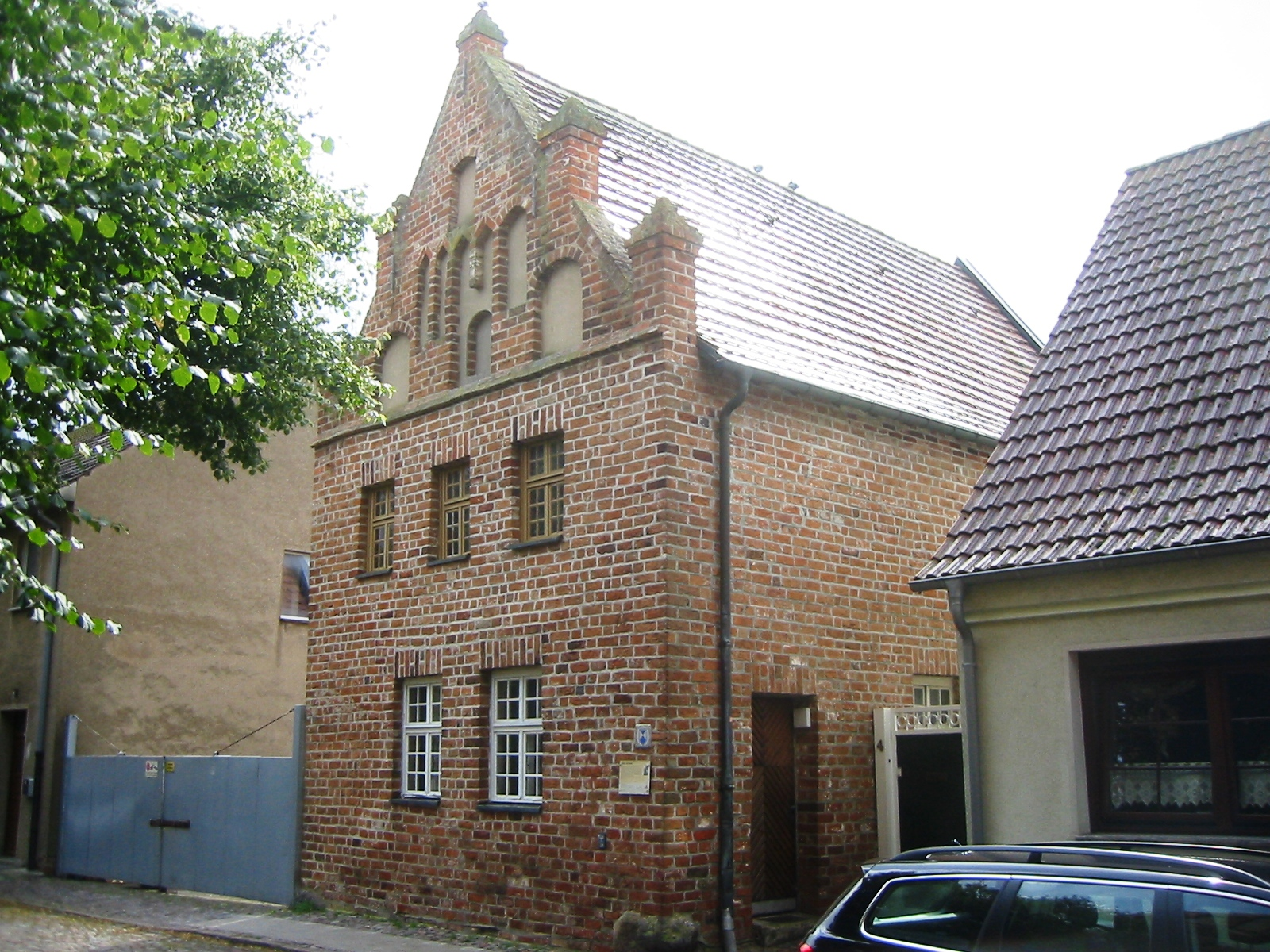
A régi iskola

## Testvérvárosai
- Châteaulin, Franciaország
- Osterholz-Scharmbeck, Alsó-Szászország, Németország
- Kamien Pomorski, Lengyelország
- Czaplinek, Lengyelország
- Staffanstorp, Svédország

## Fordítás
- Ez a szócikk részben vagy egészben a Grimmen című német Wikipédia-szócikk fordításán alapul.  Az eredeti cikk szerkesztőit annak laptörténete sorolja fel. Ez a jelzés csupán a megfogalmazás eredetét és a szerzői jogokat jelzi, nem szolgál a cikkben szereplő információk forrásmegjelöléseként.